# Jemgum
Jemgum es un municipio situado en el distrito de Leer, en el estado federado de Baja Sajonia (Alemania). Su población a finales de 2016 era de unos 3560 habitantes.
Se encuentra ubicado a poca distancia al este de la frontera con el estado de Renania del Norte-Westfalia y al sur del mar del Norte.

## Historia
Villa perteneciente al Condado de Frisia Oriental desde 1464, en 1568 se produjo en sus inmediaciones la batalla de Jemmingen. Fue ocupada entre 1622-1624 por las tropas de Ernesto de Mansfeld durante la campaña del Palatinado, de 1627-1631 por las Imperiales de Johann Tserclaes y de 1637-1651 por el ejército de Guillermo VI de Hesse-Kassel. En 1744 junto al resto del condado pasó a manos de Prusia.